# Liste des districts de Delhi
Le Territoire National de Delhi est divisé en districts. Chaque district est administré par un préfet adjoint et a trois subdivisions. Un magistrat de subdivision dirige chaque subdivision. Tous les préfets adjoints sont soumis à l'autorité d'un préfet de district. L'Administration du district de Delhi est le département qui fait appliquer les décisions d'État ou du gouvernement central, et supervise de nombreux fonctionnaires du gouvernement.

## Liste des districts et des subdivisions de Delhi

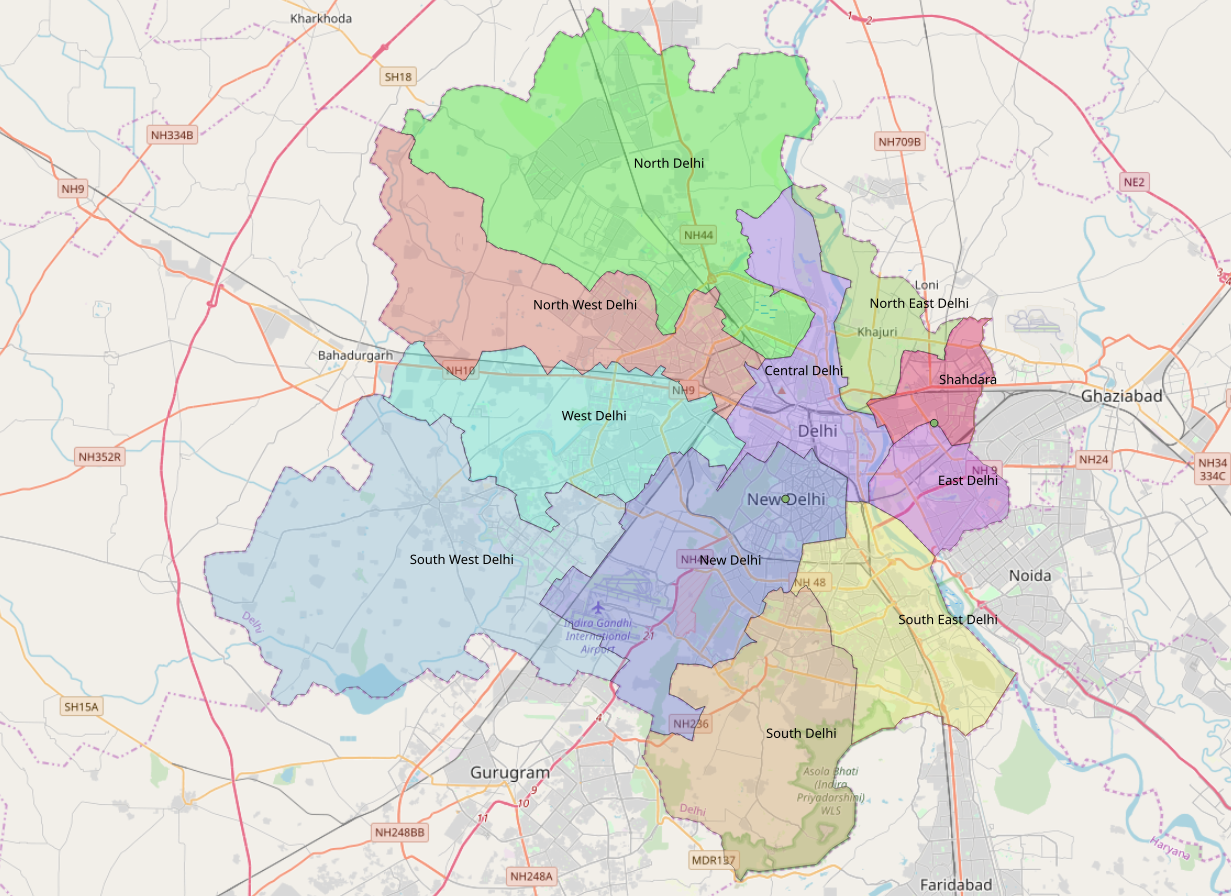
Les districts de Delhi.

| #  | District            | Chefs lieux     | Subdivisions    | Subdivisions      | Subdivisions     |
| -- | ------------------- | --------------- | --------------- | ----------------- | ---------------- |
| 1  | Centre de Delhi     | Darya ganj      | Darya ganj      | Pahar ganj        | Karol Bagh       |
| 2  | Nord de Delhi       | Sadar Bazar     | Sadar Bazar     | Kotwali           | Sabzi Mandi      |
| 3  | Sud de Delhi        | Saket           | Kalkaji         | Defence Colony    | Hauz Khas        |
| 4  | Est de Delhi        | Preet Vihar     | Gandhi Nagar    | Preet Vihar       | Vivek Vihar      |
| 5  | Nord-Est de Delhi   | Nand Nagri      | Seelampur       | Karawal Nagar     | Seema Puri       |
| 6  | Sud-Ouest de Delhi  | Dwarka,_Delhi   | Vasant Vihar    | Najafgarh         | Delhi Cantonment |
| 7  | New Delhi           | Connaught Place | Connaught Place | Parliament Street | Chanakyapuri     |
| 8  | Nord-Ouest de Delhi | Kanjhawala      | Saraswati Vihar | Narela            | Model Town       |
| 9  | Ouest de Delhi      | Rajouri Garden  | Patel Nagar     | Punjabi Bagh      | Dwarka           |
| 10 | Sud-Est de Delhi    | Defence Colony  |                 |                   |                  |
| 11 | Shahdara            | Nand Nagri      |                 |                   |                  |

## Superficie et population par district
| District            | Superficie (km2) | Population Recensement 1991 | Population Recensement 2001 | Population Recensement 2011 |
| ------------------- | ---------------- | --------------------------- | --------------------------- | --------------------------- |
| Centre de Delhi     | 23,36            | 656 533                     | 646 385                     | 578 671                     |
| Nord de Delhi       | 58,92            | 686 654                     | 781 525                     | 883 418                     |
| Sud de Delhi        | 249,44           | 1 501 881                   | 2 267 023                   | 2 733 752                   |
| Est de Delhi        | 48,90            | 1 023 078                   | 1 463 583                   | 1 707 725                   |
| Nord-Est de Delhi   | 56,32            | 1 085 250                   | 1 768 061                   | 2 240 749                   |
| Sud-Ouest de Delhi  | 420,80           | 1 087 573                   | 1 755 041                   | 2 292 363                   |
| New Delhi           | 34,95            | 168 669                     | 179 112                     | 133 713                     |
| Nord-Ouest de Delhi | 234,4            | 1 777 968                   | 2 860 869                   | 3 651 261                   |
| Ouest de Delhi      | 130,56           | 1 433 038                   | 2 128 908                   | 2 531 583                   |
| Sud-Est de Delhi    | 102              |                             |                             |                             |
| Shahdara            | 59,75            |                             |                             |                             |
| Totals              | 1 483,0          | 9 420 644                   | 13 850 507                  | 16 753 235                  |